# Richard Hoyt
Richard Duane Hoyt (* 1941 in Hermiston, Oregon, USA) ist ein US-amerikanischer Schriftsteller. Er schreibt teilweise unter dem Pseudonym Nicholas van Pelt.

## Lebenslauf
Richard Hoyt studierte Journalistik und Amerikanistik in Oregon und auf Hawaii. Nach seiner Promotion zum Doktor der Literatur an der Universität von Hawaii arbeitete Hoyt bei der Spionageabwehr der US-Army. Im Anschluss an seinen Dienst beim Militär verdiente er einige Jahre seinen Lebensunterhalt als Journalist. Schließlich unterrichtete er Journalismus und Medienkunde an mehreren Colleges.
Richard Hoyt lebt mit Frau und Tochter auf den Philippinen. 

## Publikationen (Auszug)
| Originaltitel         | deutscher Titel        | Erscheinungsjahr |
| --------------------- | ---------------------- | ---------------- |
| Decoys                | Lockente               | 1980             |
| 30 for a Harry        | Schweigegeld für Harry | 1981             |
| Trotzky's Run         | Trotzkis Rückkehr      | 1982             |
| The Manna Enzyme      | Castros Coup           | 1982             |
| The Siskiyou Two-Step | Denson                 | 1983             |
| Cool Runnings         | Cool Runnings          | 1984             |
| Fish Story            | Fischzug               | 1985             |
| The Dragon Portfolio  | Drachengold            | 1986             |
| Siege                 | Der Affenfelsen        | 1987             |
| Marimba               | Marimba                | 1992             |
| Red Card              | Spielen und töten      | 1994             |
| Pony Girls            | ---                    | 2004             |